# Płóciennictwo

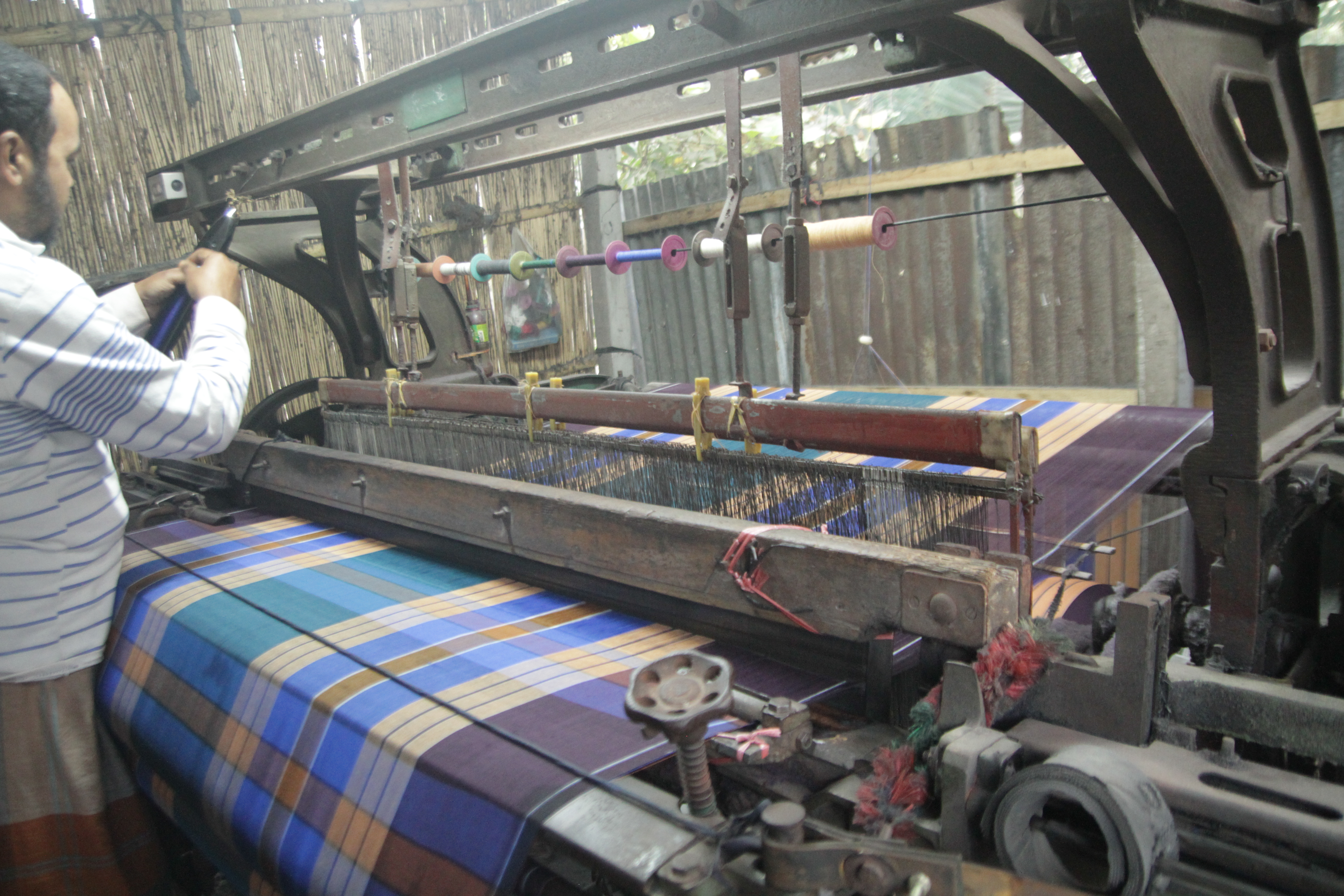
Płóciennictwo

Płóciennictwo – rzemiosło i dział przemysłu włókienniczego, wytwarzające tkaniny z włókien bawełny, juty, konopii i lnu. Płóciennictwo dzieli się na dwa podstawowe działy: przędzalnictwo i tkactwo.